# 努维永和卡蒂永
努维永和卡蒂永（法語：Nouvion-et-Catillon，法語發音：[nuvjɔ̃ e katijɔ̃]）是法国上法兰西大区埃纳省的一个市镇，位于该省中部偏西北，属于拉昂区。

## 地理
努维永和卡蒂永（49°42'5"N, 3°29'3"E）面积16.67 平方千米，位于法国上法蘭西大區埃纳省，该省份为法国北部内陆省份，北起北部省，西接索姆省和瓦兹省，东临阿登省和马恩省，西南至塞纳-马恩省，东北部与比利时接壤。
与努维永和卡蒂永接壤的市镇（或旧市镇、城区）包括：库尔布、舍夫勒西堡、梅布勒库尔-里什库尔、蒙索莱勒、努维永勒孔特、勒米、勒南萨尔、叙尔方丹。

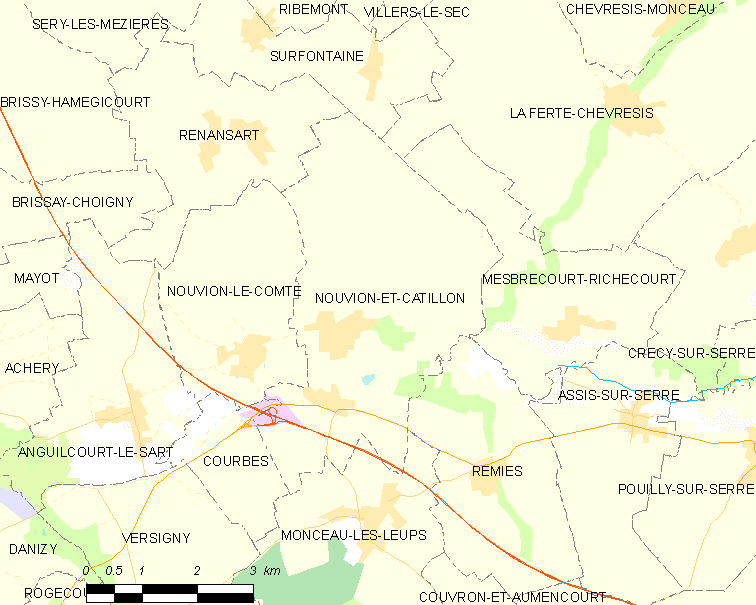
努维永和卡蒂永的OSM定位图

努维永和卡蒂永的时区为UTC+01:00、UTC+02:00（夏令时）。

## 行政
努维永和卡蒂永的邮政编码为02270，INSEE市镇编码为02559。

## 政治
努维永和卡蒂永所属的省级选区为马尔勒县。

## 人口

1962-2008年间努维永和卡蒂永人口变化图示

努维永和卡蒂永于2022年1月1日时的人口数量为523人。